# Indicatif régional 615

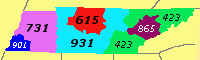
Carte de l'État du Tennessee avec les territoires de ses indicatifs régionaux. L'indicatif régional 615 est en rouge.

L'indicatif régional 615 est l'un des indicatifs téléphoniques régionaux de l'État du Tennessee aux États-Unis. Cet indicatif dessert le centre-nord de l'État.
L'indicatif dessert la ville de Nashville et les douze comtés environnant. Outre Nashville, les principales villes desservies par l'indicatif sont Murfreesboro, Franklin, Hendersonville et Lebanon.
La carte ci-contre indique en rouge le territoire couvert par l'indicatif 615.
L'indicatif régional 615 fait partie du Plan de numérotation nord-américain.

## Source
- (en) Cet article est partiellement ou en totalité issu de l’article de Wikipédia en anglais intitulé « Area code 615 » (voir la liste des auteurs).